# Nellie van Rijsoort
Nellie van Rijsoort (geboren als Neeltje Boerman) (Rotterdam, 21 maart 1910 – Melbourne, 1996) was een Nederlandse naaister en borduurster.

## Levensloop
Van Rijsoort begon op veertienjarige leeftijd met werken in een Rotterdams naai- en borduuratelier. Op iets latere leeftijd volgde ze een designopleiding aan de avondacademie en volgde ze een tekencursus van portretschilder Herman Mees. Van de Nederlandse modeontwerper Charles Montaigne leerde van Rijsoort de moulage-techniek, een ontwerpmethode waarbij de stoffen direct op het lichaam worden gedrapeerd en niet van patronen worden overgenomen.

### Rotterdam
In 1932 opende van Rijsoort haar eigen atelier in Rotterdam waar zestien vrouwen aan de slag gingen. Het "Atelier van Rijsoort" aan de Nieuwe Binnenweg 112 werkte voor Nederlandse modehuizen als Gerzon en Wisbrun & Liffman, maar ook voor enkele particulieren als de Franse zangeres Édith Piaf. Later opende van Rijsoort een 'salon' in Rotterdam: dit was een werkatelier met dertig medewerksters en een winkel.
De Tweede Wereldoorlog betekende het eind van de bloeitijd van het atelier en de winkel van Van Rijsoort. Haar echtgenoot Hendrik van Rijsoort – met wie ze in 1932 was getrouwd – was tijdens de oorlog in Duitsland tewerkgesteld geweest. Daarnaast kreeg het couture-atelier steeds meer last van de opkomst van de confectiemode. In 1956 verhuisde het gezin naar het Australische Melbourne dat indertijd een modecentrum was. 

### Melbourne
In Melbourne zette van Rijsoort een nieuw werkatelier op waar ook haar twee dochters aan het werk gingen. Ook begon ze haar eigen label Fabienne. Onder de naam van dit label maakte van Rijsoort veel machinale en handgemaakte borduursels op jurken van andere ontwerpers. Tussen 1964 en 1974 maakte ze regelmatig kostuums voor tv-shows. In 1974 – aan het eind van haar werkzame leven – doneerde ze haar werk aan het Museum Rotterdam en de National Trust of Australia.  